# Emily Witt
Emily Witt (1981) is een Amerikaanse onderzoeksjournaliste en schrijver. 

## Biografie
Emily Witt behaalde een bachelor diploma aan de Brown-universiteit en een master in journalistiek aan de Columbia-universiteit. Vervolgens studeerde zij aan de Engelse Universiteit van Cambridge en behaalde er een master in taal- en letterkunde.  

## Publicaties
Witt schrijft onder meer voor The Nation, GQ, The New York Observer, London Review of Books, The New Yorker en voor The New York Times.
Boeken
- Future Sex (2016)[1][2]
- Nollywood: The Making of a Film Empire (2017)

## Erkentelijkheid
- Fulbright-beurs
- Finaliste voor de Livingston Award[3]

- Bibliothèque nationale de France: cb17139693k (data)
- Catàleg d'autoritats de noms i títols de Catalunya: 981058609145406706
- Gemeinsame Normdatei: 1132276357
- Library of Congress Control Number: n2016034139
- Nationale Bibliotheek van Tsjechië: xx0217395
- Nationale Bibliotheek van Israël: 987007360057605171
- Nederlandse Thesaurus van Auteursnamen: 411251767
- Réseau des bibliothèques de Suisse occidentale: 02-A026862505
- Système universitaire de documentation: 201779315
- Virtual International Authority File: 218146936672313780959
- WorldCat: E39PBJvXhgM6fdJhvg44yV4wmd